# Берлински психоаналитичен институт
Берлинският психоаналитичен институт (по-късно Гьоринг институт) е основан през 1920 г. в Берлин за по-нататъшно развитие на психоанализата. Сред неговите основатели и членове са Карл Абрахам и Макс Айтингон. Учените в института продължават работата на Зигмунд Фройд, но също се съмняват и в някои от неговите идеи.
През 1920-те години Берлин става център на психоанализата. Берлинският институт е първият психоаналитичен център за обучение в света. Той обучава в 3 направления (теоретични курсове, лична анализа, първи пациенти под супервизия), които по-късно са възприети от много други центрове за обучение.
Ернст Симел, Ханс Закс, Франц Александер, Шандор Радо, Карен Хорни, Ерих Фром, Зигфрид Бернфелд, Ото Фенихел, Теодор Райк, Вилхелм Райх и Мелани Клайн са сред многото психоаналитици, които са работили в Института. Поликлиниката прави психоанализата достъпна за бедни хора.
Много от водещите аналитици в Берлинския институт заминават в изгнание или са убити. Книгите на Фройд се изгарят в Берлин През 1933 г. По времето на Третия райх нееврейски германски психоаналитици се опитват да „спасят“ психоанализата, като си сътрудничат с нацистите и с други психотерапевтични течения. През 1936 г. е оформен "Deutsches Institut für psychologische Forschung und Psychotherapie e.v." (така нареченият Гьоринг институт). Неговият директор Матиас Гьоринг е братовчед на политика Херман Гьоринг. В института се провеждат някои психоаналитични обучения.
Не всички психоаналитици обаче са били опортюнисти. Йон Ритмайстер, ръководител на поликлиниката, става член на групата на съпротивата „Червен оркестър“ (Rote Kapelle), осъден е на смърт и екзекутиран през май 1943 г.